# Waffenplatz Bure

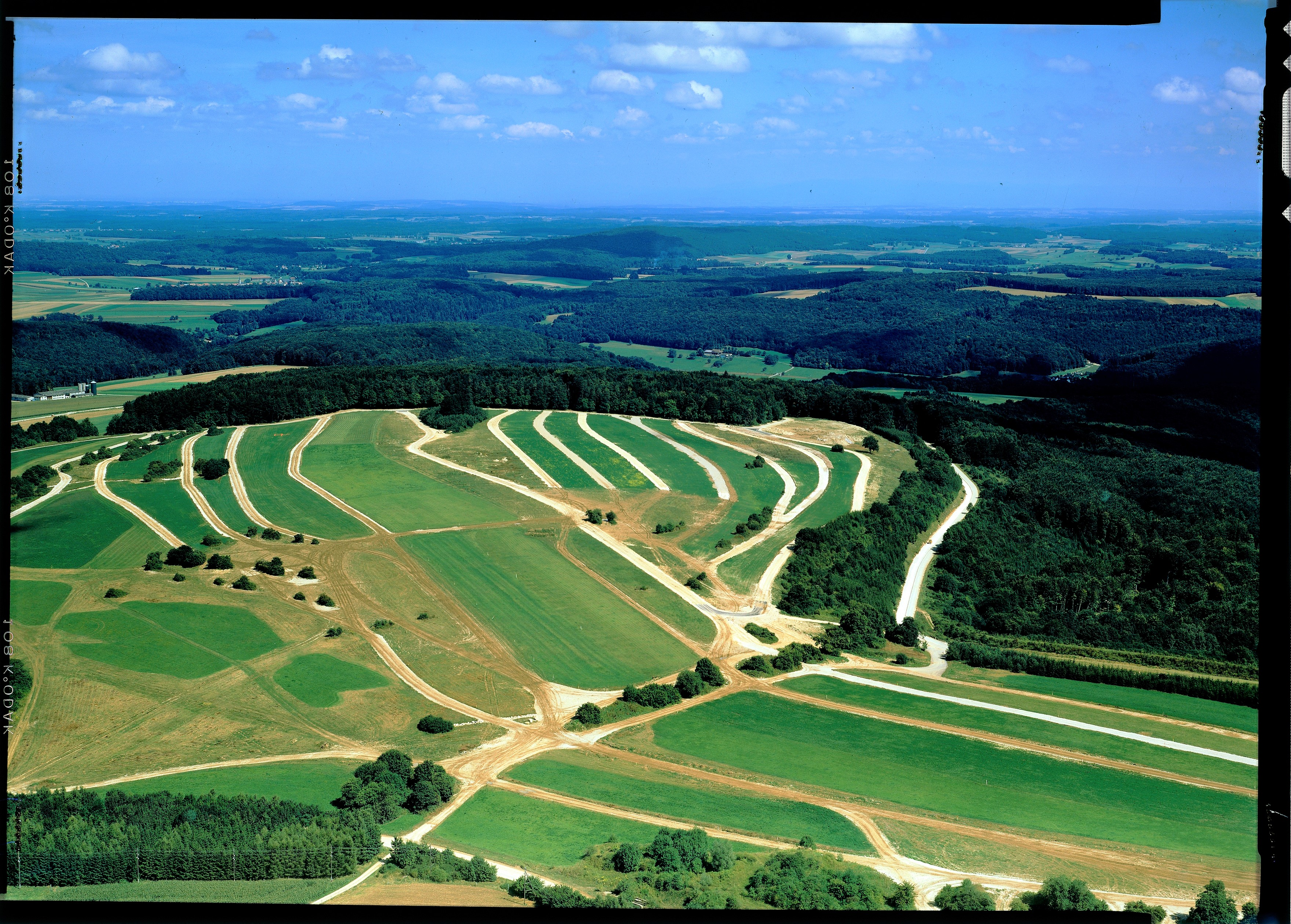
Waffenplatz Bure

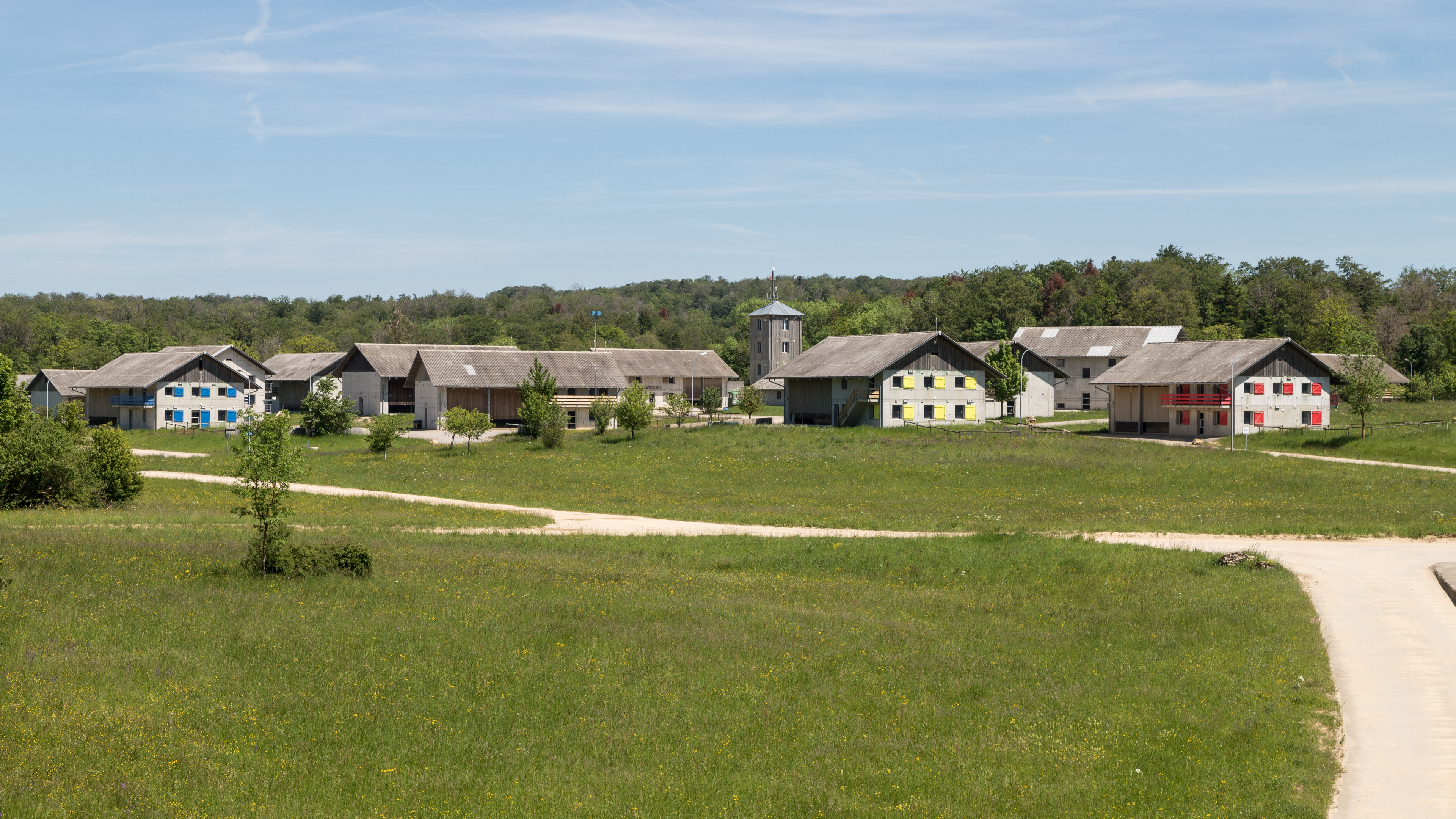
Übungsdorf Nalé

Der Waffenplatz Bure ist ein Waffenplatz der Schweizer Armee und befindet sich in Bure.

## Beschreibung
Der anfänglich in der Bevölkerung umstrittene Waffenplatz besteht in dieser Form seit dem Jahre 1968 und nimmt annähernd 10 % der Gemeindefläche von Bure ein. Aufgrund seiner zivilen Arbeitsplätze trägt er dazu bei, den Abwanderungstrend aus der Region zu stoppen.

### Ausrüstungshalle 14
Die Ausrüstungshalle 14 ist ein Hochregallager mit 1500 Stellplätzen für Europaletten. Sie ist dreissig Meter lang und achtzehn Meter hoch. Innert sechs Stunden können dort sechshundert AdA (Angehörige der Armee) mit der dazugehörigen persönlichen Bewaffnung (Sturmgewehr 90 etc.) und Ausrüstung ausgestattet werden.

### Kaserne

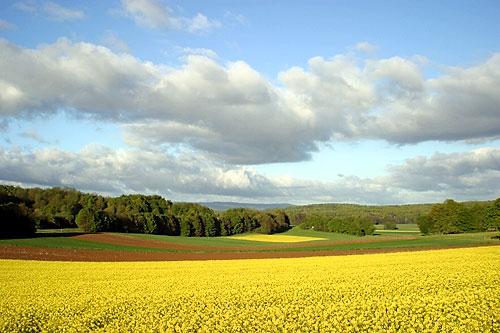
Hochfläche der Ajoie bei Bure

Der Kasernenkomplex besteht aus vier Kasernengebäuden, benannt nach vier Oberbefehlshabern der Schweizer Armee:
- Hans Herzog, Oberbefehlshaber während des Deutsch-Französischen Krieges
- Guillaume-Henri Dufour, Oberbefehlshaber während des Sonderbundskrieges
- Ulrich Wille, Oberbefehlshaber während des Ersten Weltkrieges
- Henri Guisan, Oberbefehlshaber während des Zweiten Weltkrieges

In dem Komplex können eintausend Rekruten übernachten.

### Leitzentrale
Die Leitzentrale besteht aus einer Aula (250 Plätze) und dem Bataillon-Stab. Die IT-Plattform für den Kampf im überbauten Gebiet (KIUG) wurde von der RUAG entwickelt und gilt als eine der besten der Welt.

### Offiziersunterkunft
Die Unterbringung der Offiziere erfolgt separat in der Offiziersunterkunft (Hüssy Kaserne).

### Panzerhallen
Der Waffenplatz Bure verfügt über sieben Panzerhallen.